# توشييا شيجينوري
توشييا شيجينوري (باليابانية: 重成 俊弥) (11 سبتمبر 1990 في يوناغو في اليابان – )؛ هو لاعب كرة قدم كان يلعب كحارس مرمى.

## وصلات خارجية
- توشييا شيجينوري على موقع Soccerway.com (الإنجليزية)